# Jason Upton
Jason Upton (Minneapolis, 15 de dezembro de 1973) é um músico cristão norte-americano. Filho de pais adotivos, Upton cresceu em Minneapolis, no estado de Minnesota e começou a cantar aos 15 anos de idade. Atualmente, ele vive em Norfolk, Virginia, com sua esposa e filho.
No Brasil, Upton já esteve em São Paulo para participar de uma conferência na área de louvor e adoração. Esteve também em Belém, Campinas, Rio Claro e Igrejinha-RS.

## Carreira
Jason Upton lançou seu primeiro CD, "Key of David" em 2000. Produção independente do seu selo Key of David Ministries, o álbum caracteriza-se por conter em metade de suas faixas gravações de sessões de cânticos espontâneos, com pouco trabalho de pós-produção.
Seu segundo álbum, "Faith", de 2001, já contou com um cuidado maior de produção, mantendo ainda porém de forma reduzida a presença de gravações espontâneas. Neste trabalho, sua flexibilidade vocal, desenvoltura no piano e originalidade nas composições renderam a ele uma honrosa comparação com Keith Green. Após "Faith", Jason lançou pelo menos um CD por ano, até 2005. Em 2007 apresentou "Between Earth and Sky" e "Beautiful People" em um curto intervalo de tempo.

## Discografia

### Álbuns
- Key of David, 2000
- Faith, 2001
- Jacob's Dream, 2002
- Dying Star, 2002
- Remember, 2003
- Trusting the Angels, 2004
- Great River Road, 2005
- Open Up The Earth, 2005
- Between earth and sky, 2007

01 Haylie
02 Emma
03 The Spirit Of Adoption
04 Beyond The Window
05 In Your Presence
06 Into The Sky
07 Father Of The Fatherless
08 Lion Of Judah
- Beautiful People, 2007
- 1200 Ft Below Sea Level, 2008
- On The Rim of The Visible World! 2009
- Jason Upton - And The Goodland Band - Family Music - 2010
- Jason Upton - Live From Dublin: Songs, Stories and a Train - 2010

### DVD
- Open Up The Earth, 2005
- Free Chapel, 2005
- Between Earth and Sky, 2007